# Гангрена Фурньє
Гангрена Фурньє — гангрена калитки, що швидко прогресує та спричинюється, як правило, інфікуванням травмованих тканин мошонки і промежини різними мікроорганізмами (стафілококи або стрептококи, ентеробактерії, анаеробні бактерії). Виникає некроз тканин шкіри, підшкірної клітковини і м'язової стінки. У випадках прогресування може стати причиною смерті пацієнта.

## Історія
У 1764 році німецький лікар Баур (Baurienne) описав випадок швидкої гангрени калитки у хлопчика 14 років після травми. Пізніше про подібні випадки внаслідок травми згадували багато лікарів. У 1883 році паризький дерматовенеролог Жан Альфред Фурньє спостерігав чотири випадки цього захворювання і вперше описав його як самостійну форму — «спонтанна блискавична гангрена калитки» («gangrene foudrayante de la verge»).
Історичні дослідження показали, що на гангрену Фурньє хворіли Ірод Великий, його онук Ірод Агріппа та, можливо, римський імператор Галерій. У листопаді 1867 року пуерториканський аболіціоніст і лідер за незалежність Сегундо Руїс Белвіс помер від гангрени Фурньє.

## Епідеміологія
Гангрена Фурньє є рідкісним захворюванням. Вона найчастіше трапляється у чоловіків середнього та похилого віку, які страждають на цукровий діабет, хронічний алкоголізм, ожиріння. Епідеміологічне дослідження 2009 року виявило, що частота гангрени Фурньє у США становила 1,6 випадків на 100 000 чоловіків. У чоловіків віком від 50 до 79 років показник становив 3,3 на 100 000. 

## Клінічні прояви
У продромальному періоді хворі скаржаться на появу гарячки і слабкості. На цій стадії місцеві ознаки захворювання поки відсутні. Однак через 7 діб у хворого на калитці з'являється гіперемія, болючий набряк. Потім клінічні симптоми недуги стають яскравішими, а з плином часу, можлива поява крепітації при стисненні м'яких тканин, яка виникає на тлі скупчення газів у некротичній набряковій тканині.
На стадії абсцедування відбувається значне погіршення стану хворого, відзначається посилення симптомів інтоксикації. У хворого виникає слабкість, втрата апетиту, значно піднімається температура тіла, з'являється озноб, м'язовий біль і потовиділення в нічний час. Іноді можуть виявлятися виразки і пухирі на голівці пеніса, а також шкірі калитки, які змінюються некротизацією тканин. З пухирів іноді може сочитися гній з неприємним запахом. У деяких осіб на тлі болю і набряку відзначається гіперемія шкіри без інших зовнішніх проявів, а основний запальний процес триває у глибших шарах. При проникаючій травмі мошонки, через кілька годин шкіра в області травми набуває фіолетового відтінку, а потім і чорного, больовий синдром з часом знижується, що обумовлено загибеллю нервових закінчень. Зменшення болю може бути помилково витлумачено як покращення перебігу хвороби.

## Лікування
Призначається дезінтоксикаційна та антибактеріальної терапії, а також, з необхідності, проводиться хірургічне втручання в екстреному порядку. Надалі пацієнтові може знадобитися низка операцій, спрямованих на реконструкцію форми зовнішніх статевих органів.
Антибіотикотерапія обов'язково включає препарати, що мають високу протианаеробну активність. До отримання результатів посіву призначають амоксицилін, тикарцилін, карбапенеми, цефалоспорини III і IV покоління, метронідазол. Тривалість лікування і вибір дози препарату в кожному конкретному випадку визначається індивідуально.